# 69423 Openuni
69423 Openuni este o planetă minoră (asteroid), cu un diametru de 3,28 km, din centura de asteroizi. A fost descoperită pe 15 ianuarie 1996 la Circolo Culturale Astronomico di Farra d'Isonzo⁠(d) de Circolo Culturale Astronomico di Farra d'Isonzo⁠(d) și a fost numită după The Open University⁠(d). 
Obiectul prezintă o orbită caracterizată de o semiaxă mare de 2,5224132813836 UAi, o excentricitate de 0,064400876860627, o înclinație de 16,490910914499 ° în raport cu ecliptica.